# Neotrichus latiusculus
Neotrichus latiusculus är en skalbaggsart som först beskrevs av Leon Fairmaire 1881.  Neotrichus latiusculus ingår i släktet Neotrichus och familjen barkbaggar. Inga underarter finns listade i Catalogue of Life.